# Мальжагарский наслег (Нюрбинский район)
Мальжагарский наслег — сельское поселение в Нюрбинском районе Якутии Российской Федерации.
Административный центр — село Бысыттах.

## История
Статус и границы сельского поселения установлены Законом Республики Саха (Якутия) от 30 ноября 2004 года N 173-З N 353-III «Об установлении границ и о наделении статусом городского и сельского поселений муниципальных образований Республики Саха (Якутия)».
Село находится в западной части Якутии, в пределах восточной части Верхневилюйского плато, на левом берегу реки Марха, на расстоянии примерно 53 километров (по прямой) к северо-западу от города Нюрбы, административного центра района. Абсолютная высота — 121 метр над уровнем моря.
Мальжагарский наслег  Расположен на левом берегу реки Марха в 70 км. от  г. Нюрба. Общая площадь земель наслега составляет 187453 га., из них земли с/х назначения составляет  3733 га. Мальжагарский наслег граничит с Бордонским, Чукарским, Чаппагдинским и Нюрбачанским наслегами. В наслеге функционируют МСОШ, дом – музей имени братьев Донских, ФАП., Культурный центр «Аргыс», МДОУ «Чуораанчык», маслоцех, участок ЖКХ., два магазина, три индивидуальных предпринимателя, отделение ОАО «Конезавод имени Степана Васильева», ветучасток, отделение почтовой связи, АТС., два крестьянских хозяйства. 
Легендарный герой якутского народа Василий Манчаары прожил свои последние годы жизни в Мальжагарском наслеге и погребен у озера «Эбэ». 1979 г. построен памятник.
Уроженцы Мальжагарского наслега:  
Ф.С. Донской подписавший свое имя на стене Рейхстага в Берлине – .как воин освободитель. Ф.С. Донской принимал самое активное участие в разработке постановления ЦК КПСС и Совета Министров СССР  от 7 февраля 1980 г. «О мерах по дальнейшему экономическому и социальному развитию районов проживания народностей Севера». Его работы, научные труды сыграли определенную роль в повышении уровня и качества жизни коренных малочисленных народов.
Д.Н. Николаев – заслуженный работник культуры РСФСР и ЯАССР, лауреатом журналистской премии имени Емельяна Ярославского и «Золотое перо».
В 1920 г.  была открыта первая школа. Мальжагарскую семилетнюю школу окончили одиннадцать ученых.

## Население
| 2002 | 2010 | 2011 | 2012 | 2013 | 2014 | 2015 |
| ---- | ---- | ---- | ---- | ---- | ---- | ---- |
| 558  | ↘550 | ↗551 | ↗552 | ↘547 | ↘541 | ↗542 |
| 2016 | 2017 | 2018 | 2019 | 2020 | 2021 |      |
| ↘541 | ↗542 | ↘536 | ↗543 | ↘529 | ↘525 |      |

## Состав сельского поселения
| № | Населённый пункт | Тип населённого пункта       | Население |
| - | ---------------- | ---------------------------- | --------- |
| 1 | Бысыттах         | село, административный центр | ↘525      |